# Dognina botis
Dognina botis är en fjärilsart som beskrevs av Druce 1906. Dognina botis ingår i släktet Dognina och familjen tandspinnare. Inga underarter finns listade i Catalogue of Life.